# Adriaan Goijaerts

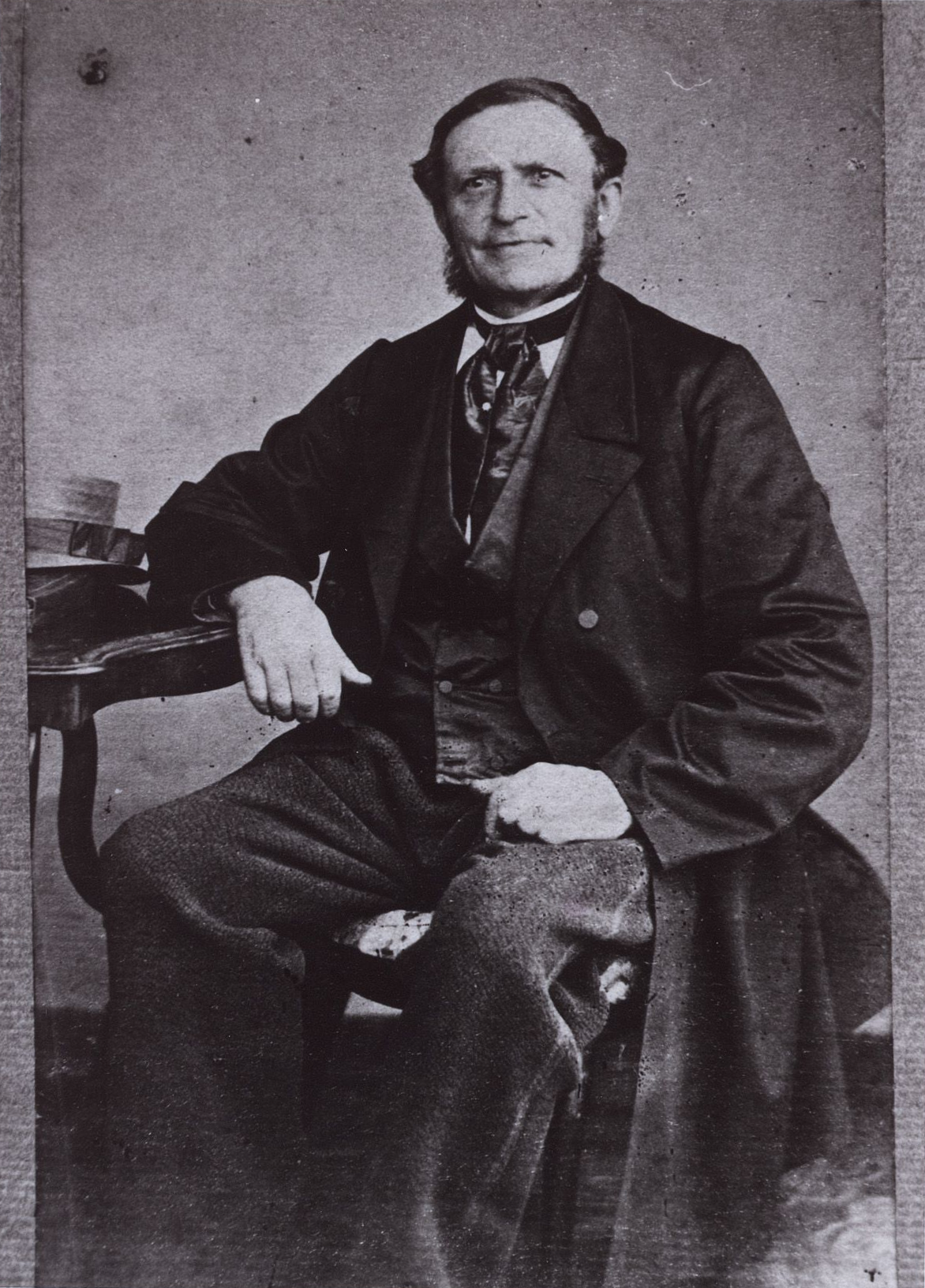
Adriaan Goijaerts

Adriaan Goijaerts, ook vaak geschreven als Adriaan Goyarts (Tilburg, 12 juli 1811 - aldaar, 19 augustus 1886) was een Nederlands architect, timmerman en aannemer. Als aannemer was hij betrokken bij de bouw van veel belangrijke gebouwen in en rond Tilburg. Hij gold als vaste aannemer voor koning Willem II der Nederlanden en heeft diverse bouwwerken voor hem gebouwd en onderhouden, zoals de Lancierskazerne waar nu het Regionaal Archief Tilburg is gevestigd en het nieuwe Paleis, het tegenwoordige Paleis-Raadhuis. Zijn laatste opdracht voor de koning was het vervaardigen van diens lijkkist. In Goijaerts' rekeningenboek staat geschreven:

eike houte bruijn gemaakte lijk kiest ... volgens plaatselijk gebruik
— Adriaan Goijaerts

De koning heeft in negen jaar tijd meer dan 160.000 gulden besteed aan nieuwe bouwwerken in en rond Tilburg. Adriaan Goijaerts nam de opdracht voor de bouw van het nieuwe paleis aan op 7 juli 1847 voor het bedrag van ƒ 57.000,- .

Den 7 juli 1847 van Z.M. den Koning aangenoomen het bouwen van het nieuwe Paleis voor een som van Zeevenenvijftig Duijzend guldens.
— Adriaan Goijaerts

Goijaerts zou uiteindelijk een jaar en negen maanden nodig hebben om het paleis te bouwen. Hij leverde het paleis op 22 dagen na het overlijden van koning Willem II, op 7 april 1849. Naar verluidt heeft de koning de bouw goed gevolgd en heeft hij het paleis ook een aantal malen bezocht tijdens de bouw. 

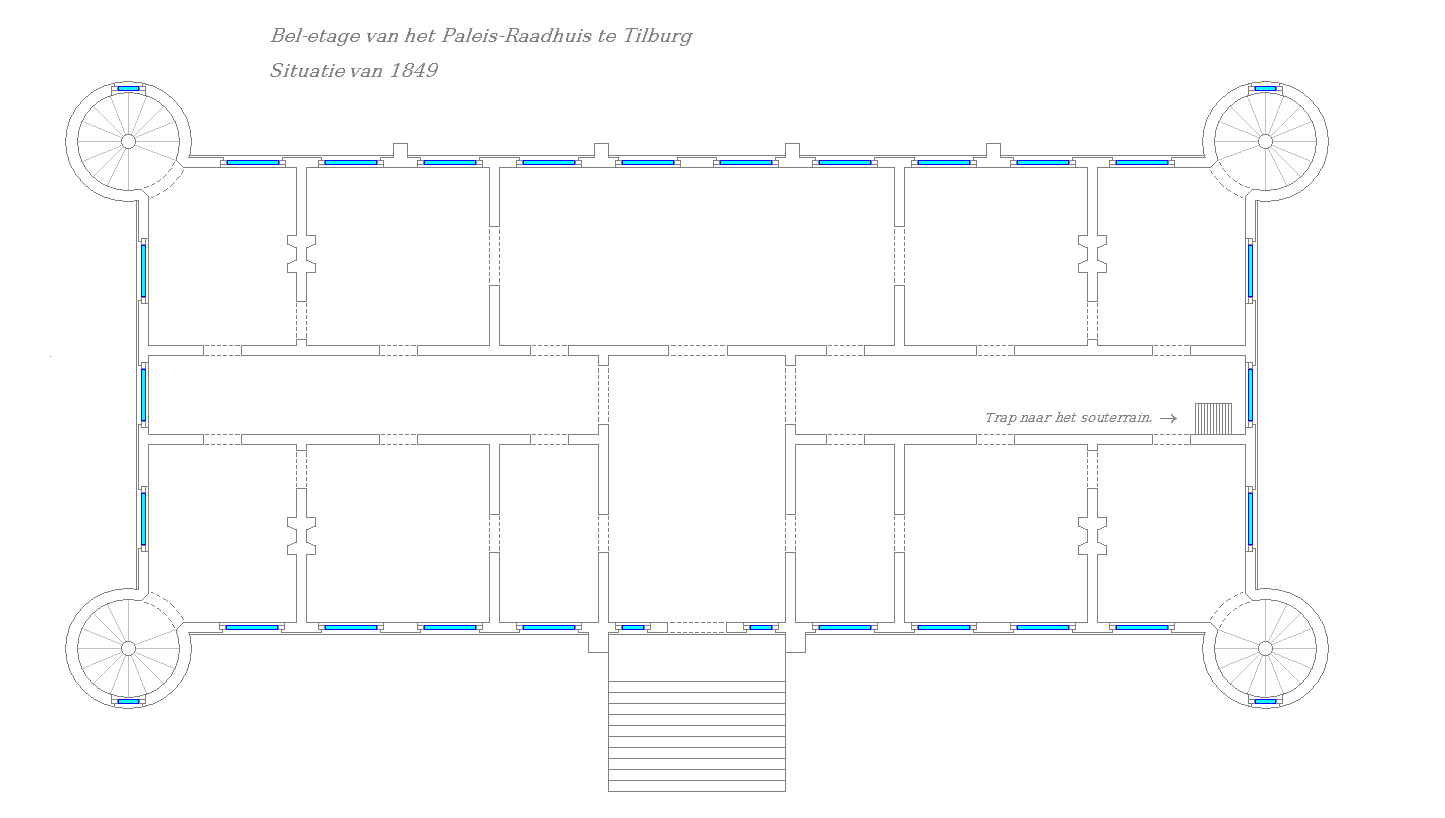
Bel-etage van het paleis in 1849. Plattegrond van de 2e etage..

## Biografie
Goijaerts is geboren op 12 juli 1811 te Tilburg, hij stamde uit een geslacht van timmerlieden. Van de familie Goijaerts werd destijds gezegd dat alles wat in Tilburg van hout gebouwd moest worden door Goijaerts aan elkaar werd getimmerd. Zijn ouders waren Joannes Goijaerts en Johanna van Boxtel. Net als zijn vader zou ook Adriaan timmerman worden. Adriaan trouwde Aldegonda Smarius op 21 mei 1835, te Tilburg. Goijaerts is gestorven op 75-jarige leeftijd op 19 augustus 1886 om half elf in de ochtend.